# Heinrich Wessel (SS-Mitglied)
Heinrich Otto Wessel (* 13. April 1904 in Lotte-Osterberg; † 6. Februar 1996 in Fallingbostel) war ein deutscher SS-Obersturmführer und Adjutant des Lagerkommandanten im KZ Sachsenhausen.

## Leben
Heinrich Wessel war Sohn eines Landwirts. Er besuchte die Mittel- und dann eine Handelsschule in der nahe gelegenen Stadt Osnabrück, die er 1921 mit der Mittleren Reife verließ. Anschließend absolvierte er eine kaufmännische Lehre bei einer Osnabrücker Privatbank und war dort als Angestellter tätig. Im Jahre 1925 wurde er aufgrund der Wirtschaftskrise entlassen.
Im Jahre 1933 trat er der NSDAP (Mitgliedsnummer 3.566.467) und 1934 der SS bei (SS-Nummer 201.029). Im Jahre 1939 wurde er zur Waffen-SS eingezogen und anschließend zum Wachbataillon ins KZ Sachsenhausen unter Gustav Wegner versetzt. Am 1. September 1942 wurde er zum Adjutant des KZ Kommandanten Anton Kaindl. In dieser Funktion war er an der Organisation und Durchführung vieler Maßnahmen gegen die Häftlinge beteiligt und blieb dies bis Kriegsende. So setzte er etwa die Erschießung von 27 politischen Häftlingen am 11. Oktober 1944 in Gang.
Nach dem Krieg tauchte er unter dem falschen Namen ab. Im Jahre 1951 nahm er die Identität eines im Krieg vermissten Verwandten an. Als Werner Bierbaum fand er auch wieder eine Anstellung als Buchhalter. Am 13. Februar 1960 wurde er in Untersuchungshaft genommen. Am 6. Juni 1962 wurde er vom Landgericht Verden nur wegen Beihilfe zum Mord in 16 Fällen und Beihilfe zum Totschlag in einem Fall zu siebeneinhalb Jahren Haft verurteilt. Er verbüßte seine Haft in Celle. Im April 1966 wurde er auf Bewährung entlassen. Er trat 1969 in den Ruhestand.